# 平塚裕子
平塚 裕子（ひらつか ゆうこ、1972年6月10日 - ）は、宮城県を拠点に活動している日本のナレーター、フリーアナウンサー。

## 来歴
宮城県石巻市出身。宮城県石巻女子高等学校（現・宮城県石巻好文館高等学校）、宮城学院女子短期大学卒業。他に、東北放送のグループ会社が運営するTBCアナウンス学院にも通っていた。
1993年のデビュー時からフリーで活動している。ナレーションやアナウンスの仕事をする際には旧姓の平塚で、それ以外の活動時には結婚後の本名である大坂 裕子（おおさか ゆうこ）と、仕事内容によって名義を使い分けている。夫は、同じく仙台を拠点に活動している大坂ともお。
2010年に女児を出産し、1児の母になる。
2011年6月からは、仙台市内で女性向けの完全予約制シェアサロン「Nagomi Salon TRICK and TREAT」を運営している。また、同年の東日本大震災による津波で多くを失った女性たちに園児向け布製品の縫製作業を依頼し、彼女たちの自立を支援する「園児用タオルエプロンプロジェクト」も行っている。

## 出演

### テレビ番組
以下は、いずれもナレーターとしての出演。
- 仙台ふれあい便り（ケーブルテレビ キャベツ、1994年4月 - 1999年3月）
- みせてウニャマグ（東日本放送、1997年4月 - 1999年3月）
- バリ3000（東北放送、1999年6月 - 2000年3月）
- 彩色健美キレイ（仙台放送、1999年10月 - 2001年8月）
- やるじゃん！（仙台放送、2000年7月）
- ケータイJ.com（ミヤギテレビ、2000年7月 - 9月）
- ヨジテレビ!（仙台放送、2000年7月 - 2006年12月）
- 情報ライブMovin'（仙台放送、2007年4月 - 2008年6月）
- 情熱エンジン（仙台放送）
- 東日本大震災特別企画「ともに」（仙台放送）[10]

以下は、いずれもリポーターとしての出演。
- ただいまワイド マイ・シティ仙台（東北放送、1994年10月 - 1995年3月）
- 宗さんのOH!バンデス（ミヤギテレビ、1995年4月 - 8月）
- 全国高等学校野球選手権宮城大会中継（東日本放送、1995年・1996年・1998年・1999年）
- ザ・ハウジング（東日本放送、1995年 - 1996年）
- 熱中！ふるさとTV（ミヤギテレビ、1996年4月 - 1999年3月）

### テレビアニメ
- アニメむすび丸（仙台放送、2010年） - ガンガン号 役、げた 役[3]

### ラジオ番組
- ミュージック・オン・サンデー（TBCラジオ、1994年4月 - 9月）
- ネスカフェ ゴールドブレンド おみせでダバダ（TBCラジオ、1995年10月 - 1996年6月）
- La Foresta 〜MIDDAY GROOVE〜[11]（Date fm、1999年10月 - 2001年9月）
- club DAM Music cyber（Date fm、1999年10月 - 2001年10月）